# Chad Gable
Charles "Chas" Betts (sinh ngày 8 tháng 3 năm 1986) là một đô vật chuyên nghiệp và từng là đô vật nghiệp dư người Mỹ. Anh hiện đang ký hợp đồng với WWE, nơi anh biểu diễn trên thương hiệu SmackDown dưới cái tên trên võ đài Shorty G (rút ngắn từ cái tên trên võ đài trước đó của anh Shorty Gable), và trước đó là Chad Gable.
Khi còn là một đô vật nghiệp dư, anh từng tham gia Thế vận hội Mùa hè 2012 ở London, Betts sau đó ký hợp đồng với WWE vào cuối năm 2013 và trải qua quá trình huấn luyện trước khi anh tham gia thương hiệu phát triển độc lập NXT. Đồng thành lập một nhóm đồng đội, anh từng giành NXT Tag Team Championship cùng cộng sự Jason Jordan là American Alpha, trước khi được gọi lên dàn sao chính vào năm 2016, nơi họ hai lần WWE SmackDown Tag Team Championship trước khi chuyển đổi thương hiệu vào năm 2017. Anh tiếp tục nhóm với Shelton Benjamin trước khi được chuyển sang Raw trong Superstar Shake-up 2018 và sau đó thành lập một đội với Bobby Roode, chiến thắng WWE Raw Tag Team Championship cùng anh ấy vào tháng 12 năm 2018. Thời gian này, Gable trở thành người đàn ông thứ hai (sau cực đồng đội cộng sự của anh ấy Jason Jordan) từng giành NXT, Raw và SmackDown Tag Team Champion.

## Đầu đời
Betts được sinh ra ở Saint Michael, Minnesota. Anh tốt nghiệp đại học Northern Michigan.

## Sự nghiệp đấu vật nghiệp dư
Betts là Nhà vô địch nhà nước Đại học Minnesota vào năm 2004. Anh đánh bại Jordan Holm 2-0 trong vòng chung kết của Olympic US Trials ở hạng cân 84 kg. Anh sau đó tiến tới Thế vận hội Mùa hè 2012, nơi anh hoàn thành trong sự kiện phong cách Greco-Roman 84kg. Anh đánh bại Keitani Graham từ Federated State of Micronasia trong vòng trình độ chuyên môn. Anh đã bị loại bởi người hoàn thành trong vòng tiếp theo bởi Pablo Shoray, thua 3-0.

## Sự nghiệp đấu vật chuyên nghiệp

### WWE

#### Huấn luyện (2013-2015)
Vào tháng 11 năm 2013, Betts ký hợp đồng với công ty đấu vật chuyên nghiệp WWE. Betts được huấn luyện Trung tâm Biểu diễn WWE ở Orlando, Florida và sử dụng tên trên võ đài là Chad Gable (không phải Olymbian Dan Gable). Anh thực hiện sự ra mắt của anh tại house show NXT ở Cocoa Beach, Florida vào ngày 5 tháng 9 năm 2014, đánh bại Troy McClain. Anh đã có lần ra mắt trên truyền hình vào ngày 8 tháng 1 năm 2015 trên NXT, thua Tyler Breeze.

#### American Alpha (2015-2017)

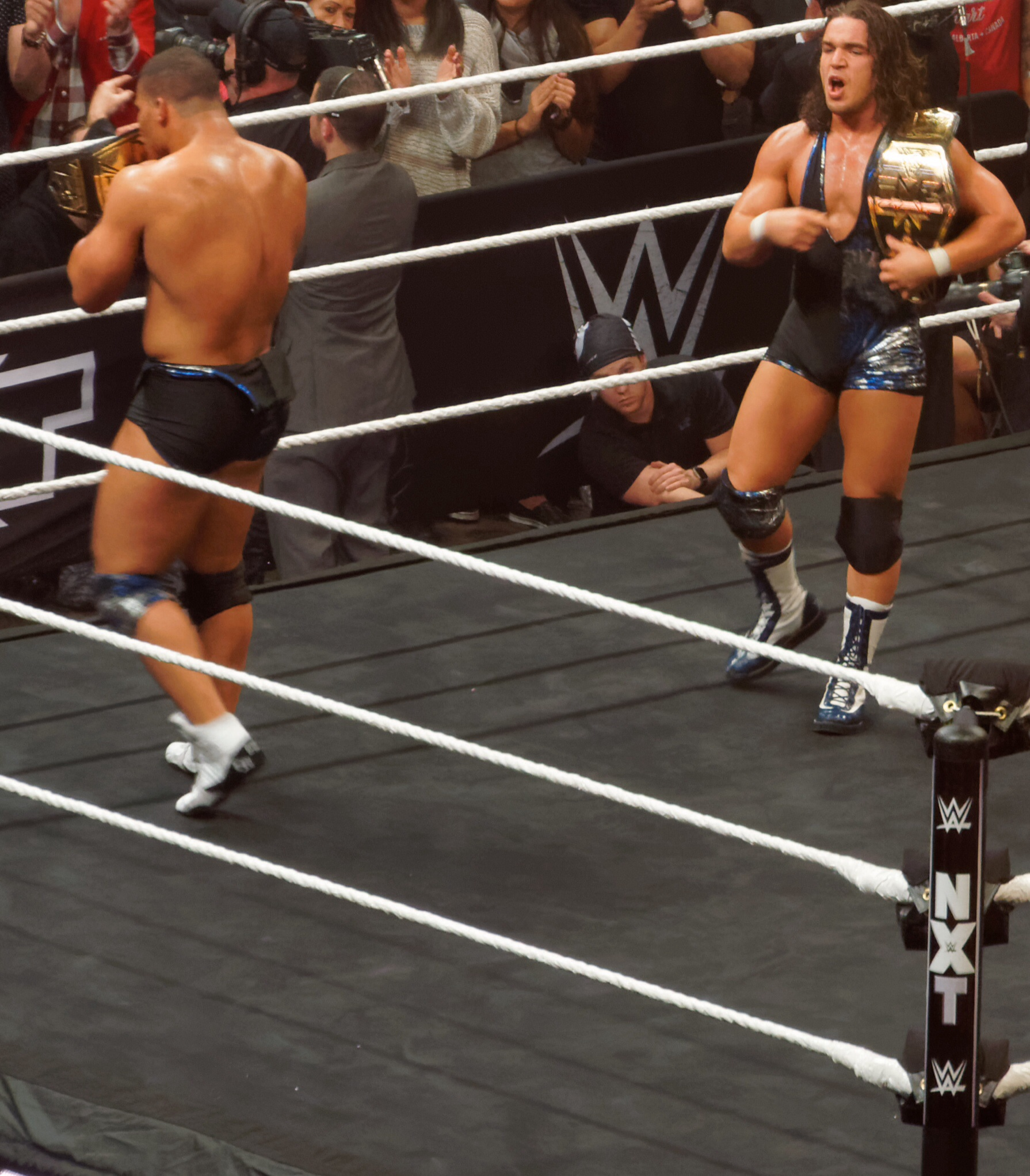
American Alpha sau chiến thắng NXT Tag Team Championship tại sự kiện NXT TakeOver: Dallas tháng 4 năm 2016

## Cuộc sống cá nhân
Betts kết hôn với Kristi Oliver, người anh đã hẹn hò trong chín năm, vào ngày 19 tháng 6 năm 2011. Bọn họ có với nhau ba người con.

## Truyền thông khác

### Video game
Shorty xuất hiện trong WWE 2K17, WWE 2K18, WWE 2K19 và WWE 2K20 như một nhân vật chơi được (là Chad Gable).

## Các chức vô địch và danh hiệu

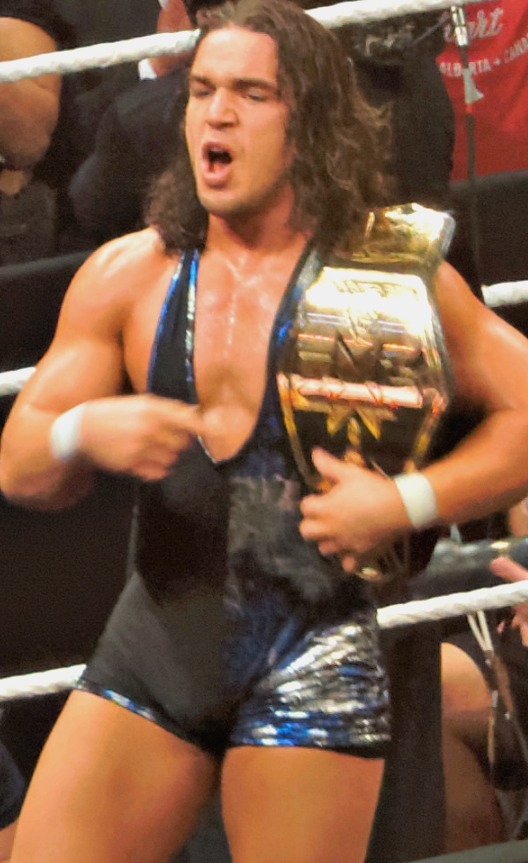
Gable một lần NXT Tag Team Championship

### Đấu vật nghiệp dư
- Đại học
  - Minnesota State Wrestling Champion (2004)
  - Quảng trường Minnesota State Wrestling thứ 4 (2003)
- Huy chương Liên lục địa
  - Huy chương bạc World University Games (2006)
  - Huy chương bạc Gedza International (2012)
  - Huy chương Vàng Pan-American Championship (2012)
  - Huy chương đồng cúp Granma (2012)
  - Huy chương Vàng Dave Schultz Memorial Intercontinental (2012)
- Thế vận hội
  - U.S. Olympic Trials Champion (2012)

### Đấu vật chuyên nghiệp
- Pro Wrestling Illustrated
  - Xếp hạng No.83 trong top 500 đô vật đấu đơn trong PIW 500 năm 2019
- Wrestling Observer Newsletter
  - Tân binh của năm (2015)
- WWE
  - NXT Tag Team Championship (1 lần) - với Jason Jordan
  - WWE Raw Tag Team Championship (1 lần) - với Bobby Roode
  - WWE SmackDown Tag Team Championship (1 lần) - với Jason Jordan